# Mulholland Drive
Mulholland Drive es una conocida carretera situada en Los Ángeles, California, Estados Unidos. Su nombre proviene del ingeniero William Mulholland. Un tramo de la misma se denomina Mulholland Highway.
La mayor parte de la carretera es de dos carriles, discurriendo al pie de las montañas de Santa Mónica y Hollywood Hills
conectando los dos tramos con la Autovía 101, y cruzando el Boulevard Sepulveda, el Boulevard Beverly Glen, Coldwater Canyon Drive y Boulevard Laurel Canyon. El famoso cartel de Hollywood Sign se encuentra a un lado de la carretera. Ofrece una vista de Los Ángeles y el valle de San Fernando.

## Ruta
La carretera continúa hacia el oeste ofreciendo vistas de Los Ángeles, Burbank, Universal City y del resto del Valle de San Fernando. Cruza la cumbre de las montañas a pocos kilómetros al oeste de la Autovía 405. En este punto (la intersección con la Carretera de Encino Hills), la carretera no admite motos. Este tramo dura unos kilómetros, y después vuelve a la normalidad pasado Topanga Canyon Boulevard. Poco después, Mulholland Drive se divide entre la Autopista de Mulholland y la Carretera de Mulholland. La Carretera de Mulholland muere en la Autovía 101 al convertirse en el Valley Circle Boulevard.

## En el cine
El título de la película Mulholland Drive proviene de esta carretera, la cual ha sido mencionada en canciones como Free Fallin' de Tom Petty, L.A. Devotee de Panic! At the Disco y Electrolite de R.E.M.. El filósofo francés Jean Baudrillard la describe metafóricamente como "el punto panorámico de los extraterrestres" en su libro America.